# Strumpfwirker
Strumpfwirker ist ein ehemaliger Beruf. Sie stellten durch Fadenverschlingung gewirkte Maschenwaren wie Strümpfe, Socken, Schlafhauben, Hosen, Handschuhe aus Schafwolle, Seide, Baumwolle oder Leinengarn mit Maschinen (Wirkmaschine) her. Die Facharbeiter der heutige Berufsausbildung Produktionsmechaniker Textil fertigen im Zeitalter von Industrie 4.0 mit komplexen Produktionsanlagen automatisch. Strümpfe, Mützen, Hauben und Handschuhe werden heute mit Zungennadeln gestrickt.

## Geschichte
Das althergebrachte Knüpfen von Strümpfen in Fadenbindung ist sehr aufwendige Handarbeit. Mit einer Nadel werden maximal armlange abgeschnittene Garnstücke verknotet. Dann wird der nächste Faden angezwirnt und eingefädelt.
Das Handstricken soll in Italien schon 1254 bekannt gewesen sein, jedenfalls trug Papst Innozenz IV. auf seinem Sterbebett gestrickte seidene Handschuhe. Gestrickte Strümpfe setzten sich erst mit der Vorherrschaft der spanischen Tracht seit Mitte des 16. Jahrhunderts durch. 1589 gelang dem protestantischen englischen Geistlichen William Lee die Erfindung der Kulierwirkmaschine.
Auf dieser Maschine werden, im Gegensatz zum Stricken von Hand, alle neben einander liegenden Maschen gleichzeitig erzeugt. Dazu ist eine Vielzahl von nebeneinander angeordneten und mit einem Haken versehenen Nadeln nötig. Es entsteht ein einheitliches, flächiges Werkstück. Da dieses natürlich gleichbleibend breit wäre und somit an keinem Bein halten würde, kann man Maschen am Rand hinzu- oder wegnehmen, um so die Form zu verändern. Im Anschluss wurde aus dem flachen Stoffstück noch ein Schlauch genäht. Von dieser Methode der Strumpfherstellung kommt auch die bei Damenstrümpfen die heute als modische Ziernaht ausgeführte Strumpfnaht.
Nach dem Edikt von Fontainebleau, das die Gleichberechtigung der Hugenotten mit den Katholiken im Königreich Frankreich rückgängig machte, flüchteten die protestantischen Wirker samt ihren Werkzeugen unter anderem nach Deutschland in protestantische Territorien und führten dort die Wirkerei ein. Wenige Jahre nach ihrer Einwanderung wurde das in Frankreich erlernte Strumpfwirkerhandwerk in den Waldenserorten in Württemberg ausgebaut, so in der „welschen“ Kolonie „Le Bourcet“ (Neuhengstett) im Schwarzwald. Calw im Nordschwarzwald war im Mittelalter eine bedeutende Handelsstadt, insbesondere mit Tuch- und Lederhandel. Herzog Carl Eugen ließ 1786 zur Förderung der Viehzucht in Württemberg 104 spanische und französische Merinoschafe mit Zaupelschafen kreuzen. Somit isolierte die Wolle zur Strumpfherstellung von den heimischen Landschafen besser. Ab 1850 entwickelte sich Chemnitz zum europäischen Zentrum der Herstellung von Damenstrümpfen.

## Regionale Entwicklung

### Albstadt, Heuberg
Das Strumpfwirkerhandwerk wurde einst in der Gegend von Albstadt und dem Heuberg in Meisterbetrieben betrieben. Aus den Resten wurden seit 1798 Schuhe („Hudelsocken“) in Heimarbeit gefertigt. Dabei wird von Hand mit einer auf einer bespannten Holzform gewoben. Man kann mit allen (Abfall-)Stoffstreifen weben. So auch aus Resten von gewalkten Wollwirkstoffen vom damals neu gezüchteten Merinolandschaf.
1797: Für Albstadt arbeiten 2144 Personen in diesem Gewerbe, 150000 Gulden beträgt der jährliche Geldwert der ins Ausland ausgeführten Waren der Strumpfwirker.
Produktion von Nadeln in Ebingen, umfangreicher Textilmaschinenbau in Albstadt und allein drei produzierende Nadelfabriken in Meßstetten.

### Unterfranken
Das Strumpfwirkerhandwerk spielte auch für die brandenburg-ansbachische Planstadt Marktsteft im heutigen Unterfranken eine große Rolle. Ab 1731/32 siedelte man gezielt Strumpfwirkermeister aus dem Raum um Frankfurt bzw. der Region Neustadt an der Aisch an. Noch im Jahr 1800 sind 19 Meister des Handwerks in Marktsteft nachweisbar. Der Straßenname Strumpfwirkergasse im Ortskern verweist auf die Vergangenheit.

### Erlangen
Neben dem Filzhut- und Handschuhmacher-Handwerk brachten die Hugenotten auch die Strumpfwirkerei nach Erlangen, die bald zur wichtigsten Erwerbsquelle der Stadt wurde.

### Augsburg
1740 erhielten die 18 Meister eine eigene Handwerksordnung durch den Rat. In Augsburg erlangten die Strumpfwirker keine große Bedeutung, da nur grobe, wollene Strümpfe, Mützen etc. gefertigt wurden. Feine Waren wurden eingeführt. 1830 waren noch zwei Meister tätig.

### Chemnitz und Erzgebirge
Besonders in dem sehr armen Erzgebirge entwickelt sich die Strumpfwirkerei rasch. Der Bergbau von Erzen neigte sich hier dem Ende entgegen.
Als Grundlage dient, in dem von Zünften organisierten Gewerke, das Verleger-System. So fertigen in den vielen mittelsächsischen Gemeinden meist recht arme Wirkerfamilien an Handwirkstühlen in Heimarbeit die Wirkwaren. Diese wird von sogenannten „Verlegern“ aufgekauft und für einen quadrierten Preis in den Handelsstädten, wie Chemnitz oder Leipzig, an Endkunden oder weitere Händler verkauft. Um 1710 ist es Johann Esche, welcher in Limbach bei Chemnitz, heute Limbach-Oberfrohna einen verbesserten Strumpfwirkstuhl baut.
Textilmaschinenbau in Chemnitz und Limbach-Oberfrohna
Es kam zu Zuzügen von Wirkern, die in Limbach zum Meister wurden. 30 kleine Wohnhäuser sind bis zum Jahr 1761 fertig gestellt worden. Wirkersiedlung heute Helenenstraße.
Helena Dorothea von Schönberg (1729–1799): Marktrechte vor 1780, Limbacher Innungsrecht Wirkerei (1785), zwei Jahrmärkte (1795) und die Erweiterung um das Dorf Dorotheenberg, heute Dorotheenstraße. 
Ab 1671 sind Strumpfwirker in Chemnitz tätig. Daraus entwickelte sich diese Großstadt zum europäischen Zentrum der Strumpfherstellung (Hauptprodukt feine Damenstrümpfe). So wurden allein 1893 600.000 Strümpfe täglich produziert. Zudem entstanden ab 1882 spezielle Fachschulen in Chemnitz und Umgebung, sogenannte Wirkschulen.

### Schlesien
Im niederschlesischen Riesengebirge und im Eulengebirge entwickelte sich ebenfalls das Verlegersystem als Frühform der Textilindustrie, wobei die Strumpfwirkerei im Verhältnis zur Leinenverarbeitung sekundär blieb.

### Hamburg
- Gerrit Roosen: Handel mit Strümpfen der Hamburger Zunft

### Wien
Das Gewerbe der Erzeugung von Strümpfen etablierte sich in der zweiten Hälfte des 16. Jahrhunderts. Geschäftskarte des Meisters Joseph Kramel in Wien, um 1790 konnte erhalten werden.
Im 17. Jahrhundert begann das Handwerk der Strumpferzeugung in ein Verlegersystem überzugehen: Die Strümpfe werden in Heimarbeit hergestellt und von einem Großhändler (Verleger) vermarktet.

## Heutige Berufsausbildung: Produktionsmechaniker Textil
Die Textilindustrie im Zeitalter von Industrie 4.0 arbeitet mit komplexen Produktionsanlagen. Maschinen müssen gewartet, eingerichtet und überwacht werden. Die komplexe Fachkompetenz der Produktionsmechanikerin / dem Produktionsmechaniker wird in drei Lehrjahren aufgebaut und reicht vom Warten und Einrichten von Textilmaschinen der Strickerei, Wirkerei und Weberei, dem Programmieren von CNC gesteuerten Maschinen, bis hin zu Maßnahmen zur Qualitätssicherung.

## Strumpfwirker in Kunst und Kultur
Die Geschichte eines Strumpfwirkers steht im Zentrum des deutschen Spielfilms Du und ich von 1938.